# Луи Розие
Луи Розие (на френски: Louis Rosier) е бивш пилот от Формула 1.
Роден на 5 ноември 1905 година в Шаде-Бофорд, Франция.

## Формула 1
Луи Розие прави своя дебют във Формула 1 в Голямата награда на Великобритания през 1950 година. В световния шампионат записва 38 състезания като записва 18 точки и два подиума.